# Shining For One Thing
Shining For One Thing es una serie de televisión china de fantasía romántica de 2022, protagonizada por Qu Chuxiao y Zhang Jianing. La serie se estrenó el 26 de enero de 2022 en iQiyi

## Sinopsis
Lin Beixing, una «chica experimentada» que está a punto de cumplir los 30 años, no pudo cumplir su sueño de amor cuando su novio, Zhan Yu, rompió con ella y su vida y trabajo se convirtieron en un desastre. Sin embargo, sin estar segura de si Dios le está jugando una mala pasada, Lin Beixing regresa a la edad de dieciocho años. El tercer año de la escuela secundaria es una pesadilla, pero Lin Beixing decide volver a realizar el examen de ingreso a la universidad y deshacerse de Zhanyu, para vivir de nuevo por sí misma. Sin embargo, el dulce sueño de Lin Beixing se ve frustrado por un niño llamado Zhang Wansen. El encuentro accidental de Zhang Wansen después del examen de ingreso a la universidad se convierte en el interruptor que puso fin al viaje en el tiempo y el espacio de Lin Beixing.

## Elenco
Personajes principales
- Qu Chuxiao como Zhang Wansen[5]
- Zhang Jianing como Lin Beixing[6]

Personajes secundarios
- Caesar Wu como Zhan Yu[7]
- Jinna Fu como Gao Ge[8]
- Luo Mingjie como Yang Chao Yang[9]
- Jiang Yun Lin como Mai Zi[10]
- Xu Ziyin como Han Teng Teng[11]
- Cui Yi como Lin Beixing  mamá
- Yan Chang como Lei Ge
- Sol Tian Yu como Liu Ga
- Hou Wei Tao como Lin Dahai

## Producción
La serie comenzó a filmarse en diciembre de 2020 en Xiamen (China), y finalizó en febrero de 2021.